# قرار مجلس الأمن التابع للأمم المتحدة رقم 210
قرار مجلس الأمن التابع للأمم المتحدة رقم 210، الذي اعتمد بالإجماع في 6 سبتمبر 1965، بعد تلقي تقرير من الأمين العام حول تطورات الوضع في كشمير، دعا الأطراف إلى وقف الأعمال العدائية في منطقة الصراع بأكملها على الفور وسحب جميع الأفراد المسلحين إلى المواقع التي كانوا يشغلونها قبل 5 أغسطس 1965. وطلب المجلس من الأمين العام أن يفعل كل ما بوسعه لتنفيذ هذا القرار والقرار 209 وكذلك تعزيز فريق مراقبي الأمم المتحدة العسكريين في باكستان. ثم قرر المجلس إبقاء المسألة قيد المراجعة العاجلة والمستمرة.